# Hrabstwo Pearl River
Hrabstwo Pearl River (ang. Pearl River County) – hrabstwo w stanie Missisipi w Stanach Zjednoczonych. Obszar całkowity hrabstwa obejmuje powierzchnię 818,93 mil² (2121,02 km²). Według szacunków United States Census Bureau w roku 2009 miało 57 860 mieszkańców.
Hrabstwo powstało w 1890 roku.

## Miejscowości
- Picayune
- Poplarville[4]

## CDP
- Hide-A-Way Lake
- Nicholson[4]

| Populacja hrabstwa w poprzednich latach | Populacja hrabstwa w poprzednich latach |
| Rok                                     | Liczba ludności                         |
| --------------------------------------- | --------------------------------------- |
| 1980                                    | 33 766                                  |
| 1990                                    | 38 714                                  |
| 2000                                    | 48 621                                  |
| 2005                                    | 52 659                                  |